# 이다현 (배구 선수)
이다현(2001년 11월 11일 ~ )은 대한민국의 배구 선수로 포지션은 센터이다. 2019-2024년 V-리그의 수원 현대건설 힐스테이트 소속있었다. 2024-2025 시즌이 끝나고 FA 자격을 얻어, 흥국생명 핑크스파이더스로 이적하였다.

## 수상 경력

### 단체 수상

#### 개인 클럽
- 수원 현대건설 힐스테이트 (2019-)
  - V-리그
    - 정규리그
      - 1위(2회) : 2019-20 (시즌 조기종료), 2023-24

  - KOVO컵
    -  우승 (1회) : 2021

### 개인 수상

#### 개인 클럽
- 수원 현대건설 힐스테이트 (2019-)
  - KOVO컵 라이징스타 상 (1회) : 2021

## 같이 보기
- 류연수 - 이다현의 모친으로 과거 배구 선수였다.